# Nati nel 1907/Giugno
| Questa pagina contiene informazioni ricavate automaticamente dalle voci biografiche con l'ausilio del template Bio e di un bot. L'aggiornamento è periodico e automatico e ricostruisce completamente la pagina. Se manca una persona in questa lista, sei pregato di non aggiungerla, ma accertati piuttosto che la sua voce biografica contenga il template Bio e che i dati anagrafici siano correttamente compilati. Se il template Bio manca, inseriscilo tu stesso o, in alternativa, metti l'avviso {{tmp\|Bio}} che ne segnala la mancanza. Se i dati riportati sono sbagliati, correggi direttamente la voce biografica; le modifiche saranno visibili in questa lista entro pochi giorni. Per chiarimenti vedi il progetto biografie. La lista contiene solo le 140 persone che sono citate nell'enciclopedia e per le quali è stato implementato correttamente il template Bio. Pagina aggiornata al 18 ago 2025. |

- 1º giugno - Kurt Christmann, avvocato tedesco († 1987)
- 1º giugno - Daigorō Kondō, calciatore giapponese († 1991)
- 1º giugno - Jan Patočka, filosofo ceco († 1977)
- 1º giugno - Max Pauly, ufficiale tedesco († 1946)
- 1º giugno - Frank Whittle, ingegnere e aviatore britannico († 1996)
- 2 giugno - Gaetano Colombo, calciatore italiano
- 2 giugno - Enea Franza, avvocato e politico italiano († 1986)
- 2 giugno - Wilhelm Langkeit, ufficiale tedesco († 1969)
- 2 giugno - Othar Turner, musicista statunitense († 2003)
- 2 giugno - Dorothy West, scrittrice statunitense († 1998)
- 3 giugno - Antonio Garau, commediografo italiano († 1988)
- 3 giugno - Alfredo Méndez González, vescovo cattolico statunitense († 1995)
- 3 giugno - Paul Rotha, regista britannico († 1984)
- 3 giugno - Antonio Spadavecchia, compositore russo († 1988)
- 3 giugno - Franz Suchomel, militare tedesco († 1979)
- 4 giugno - Luigi Piffero, pittore e grafico italiano († 1978)
- 4 giugno - Rosalind Russell, attrice statunitense († 1976)
- 5 giugno - Víctor Avendaño, pugile argentino († 1984)
- 5 giugno - Rudolf Peierls, fisico britannico († 1995)
- 6 giugno - Bill Dickey, giocatore di baseball e allenatore di baseball statunitense († 1993)
- 6 giugno - Odoardo Focherini, dirigente d'azienda italiano († 1944)
- 6 giugno - Ernst Gaber, canottiere tedesco († 1975)
- 6 giugno - Robert Arthur Humphreys, storico britannico († 1999)
- 6 giugno - Antonio Iannotta, militare e partigiano italiano († 1958)
- 6 giugno - Blasco Lanza D'Ajeta, nobile e diplomatico italiano († 1969)
- 6 giugno - Bill Mokray, storico e statistico statunitense († 1974)
- 6 giugno - Lino Oldrini, politico italiano († 1964)
- 6 giugno - Simone Pétrement, saggista francese († 1992)
- 6 giugno - George Rickey, artista statunitense († 2002)
- 7 giugno - Carl Aarvold, giudice, avvocato e dirigente sportivo britannico († 1991)
- 7 giugno - Sigvard Bernadotte, principe svedese († 2002)
- 7 giugno - T. E. B. Clarke, sceneggiatore inglese († 1989)
- 7 giugno - Mario Filippeschi, tenore italiano († 1979)
- 7 giugno - Dixie Gilmer, politico e avvocato statunitense († 1954)
- 7 giugno - Mascha Kaléko, poetessa tedesca († 1975)
- 7 giugno - Sergio Morgana, magistrato, politico e avvocato italiano († 1971)
- 7 giugno - Rocco Ranelli, calciatore italiano († 2005)
- 7 giugno - Percy Wyld, pistard britannico († 1972)
- 8 giugno - Luis García Gallo, fumettista spagnolo († 2001)
- 8 giugno - Benjamin Hedges, altista statunitense († 1969)
- 8 giugno - Clemente Meroni, pugile italiano († 1987)
- 8 giugno - Georges Speicher, ciclista su strada francese († 1978)
- 9 giugno - Alfredo De Vincenzi, calciatore argentino
- 9 giugno - Boyty Staudt, pallanuotista lussemburghese († 1989)
- 10 giugno - Antonio Delfini, scrittore, poeta e giornalista italiano († 1963)
- 10 giugno - Aleksandras Lileikis, militare lituano († 2000)
- 10 giugno - Fabio Metelli, psicologo e insegnante italiano († 1987)
- 10 giugno - Ezio Morselli, calciatore italiano († 1984)
- 10 giugno - Hanna Nagel, artista tedesca († 1975)
- 10 giugno - André Syrvet, calciatore svizzero († 1983)
- 11 giugno - Alfredo Bovio Di Giovanni, pittore italiano († 1995)
- 11 giugno - Raoul Henkaert, schermidore belga († 1955)
- 11 giugno - Albert Henry, politico cookese († 1981)
- 11 giugno - Emile Kuri, scenografo messicano († 2000)
- 11 giugno - Luigi Rizzi, calciatore italiano
- 11 giugno - Michele Rossano, magistrato italiano
- 11 giugno - Ilona Vargha, schermitrice ungherese († 1973)
- 12 giugno - Giorgio Nataletti, etnomusicologo italiano († 1972)
- 12 giugno - Giorgio Rossi, calciatore italiano
- 12 giugno - Farid Simaika, tuffatore egiziano († 1943)
- 12 giugno - Émile Veinante, calciatore e allenatore di calcio francese († 1983)
- 13 giugno - Vittorio Di Pace, architetto italiano († 2013)
- 13 giugno - Natale Dossena, calciatore italiano († 1967)
- 13 giugno - Alberto Marzi, psicologo italiano († 1983)
- 14 giugno - René Char, poeta francese († 1988)
- 14 giugno - Raffaele Costantino, calciatore e allenatore di calcio italiano († 1991)
- 14 giugno - Paul Klinger, attore e doppiatore tedesco († 1971)
- 15 giugno - Guglielmo Cappelletti, politico italiano († 1991)
- 15 giugno - James Robertson Justice, attore britannico († 1975)
- 15 giugno - Jules Keignaert, pallanuotista francese († 1994)
- 15 giugno - Harry Lee, tennista britannico († 1998)
- 15 giugno - Lojze Spacal, pittore sloveno († 2000)
- 16 giugno - Helen Aberson, scrittrice statunitense († 1999)
- 16 giugno - Jack Albertson, attore, ballerino e cantante statunitense († 1981)
- 16 giugno - Laura Fermi, scrittrice e attivista italiana († 1977)
- 16 giugno - Bjarne Pettersen, calciatore norvegese († 1975)
- 16 giugno - Axel Wikström, fondista svedese († 1979)
- 17 giugno - Maurice Cloche, regista, sceneggiatore e produttore cinematografico francese († 1990)
- 17 giugno - Charles Eames, designer, architetto e regista statunitense († 1978)
- 17 giugno - Marc Moallic, fumettista, sceneggiatore e illustratore francese († 2004)
- 18 giugno - Ruth Abramowitsch, danzatrice e coreografa tedesca († 1974)
- 18 giugno - Aldo Crivelli, artista e archeologo svizzero († 1981)
- 18 giugno - Varlam Tichonovič Šalamov, scrittore, poeta e giornalista sovietico († 1982)
- 18 giugno - Frithjof Schuon, filosofo e mistico svizzero († 1998)
- 19 giugno - Beppino Disertori, psichiatra, filosofo e politico italiano († 1992)
- 19 giugno - Renzo Nissim, giornalista, pianista e compositore italiano († 1997)
- 19 giugno - Robert Moore Williams, scrittore e autore di fantascienza statunitense († 1977)
- 19 giugno - George de Mestral, ingegnere svizzero († 1990)
- 20 giugno - Jimmy Driftwood, musicista e compositore statunitense († 1998)
- 20 giugno - Charles C. Kirkpatrick, ufficiale statunitense († 1988)
- 20 giugno - Émile Laffon, militare francese († 1957)
- 20 giugno - Linda Loredo, attrice statunitense († 1931)
- 20 giugno - Toni Morosani, hockeista su ghiaccio svizzero († 1993)
- 21 giugno - Felice Andreis, fotografo e chimico italiano († 2015)
- 21 giugno - Auguste Hellemans, calciatore e allenatore di calcio belga († 1992)
- 21 giugno - Kiriki, calciatore spagnolo († 1965)
- 21 giugno - Gitta Mallasz, designer e artista ungherese († 1992)
- 22 giugno - Anton Schall, calciatore e allenatore di calcio austriaco († 1947)
- 22 giugno - Elio Talarico, medico, scrittore e drammaturgo italiano († 1977)
- 23 giugno - Dercy Gonçalves, attrice e umorista brasiliana († 2008)
- 23 giugno - Roman Jasiński, ballerino polacco († 1991)
- 23 giugno - Horace Winchell Magoun, fisiologo statunitense († 1991)
- 23 giugno - James Meade, economista britannico († 1995)
- 23 giugno - Emilia Pedrazzani, mezzofondista italiana
- 24 giugno - Ángel Arocha, calciatore spagnolo († 1938)
- 24 giugno - Fortunato Bellonzi, scrittore, critico d'arte e saggista italiano († 1993)
- 24 giugno - Manlio Busoni, attore e doppiatore italiano († 1979)
- 24 giugno - Pierre Coppieters, pallanuotista belga
- 24 giugno - Filippo Pascucci, allenatore di calcio italiano († 1966)
- 24 giugno - Salvatore Sanfilippo, politico italiano († 1972)
- 24 giugno - José de Lima Siqueira, compositore e direttore d'orchestra brasiliano († 1985)
- 25 giugno - Andrea Berardi, giurista, avvocato e pubblicista italiano († 1984)
- 25 giugno - Franca Dominici, attrice e doppiatrice italiana († 1997)
- 25 giugno - Hans Jensen, fisico tedesco († 1973)
- 25 giugno - Enrique Pichon-Rivière, psichiatra argentino († 1977)
- 25 giugno - Mario Revelli di Beaumont, designer e pilota motociclistico italiano († 1985)
- 25 giugno - Pedro Rizzetti, calciatore brasiliano († 1986)
- 25 giugno - Hugo Strauß, canottiere tedesco († 1941)
- 25 giugno - Arsenij Aleksandrovič Tarkovskij, poeta e traduttore russo († 1989)
- 25 giugno - Walter Wagner, notaio tedesco († 1945)
- 26 giugno - Joan Harrison, sceneggiatrice, produttrice cinematografica e produttrice televisiva britannica († 1994)
- 26 giugno - Ynez Seabury, attrice statunitense († 1973)
- 26 giugno - Leonhard Weiß, calciatore tedesco († 1981)
- 27 giugno - Albert Büchi, ciclista su strada svizzero († 1988)
- 27 giugno - Alberto Mario Cavallotti, medico e politico italiano († 1994)
- 27 giugno - Elio Gigante, impresario teatrale italiano († 1995)
- 27 giugno - John McIntire, attore statunitense († 1991)
- 27 giugno - Frank Visser, pallanuotista belga († 1975)
- 28 giugno - Ettore Lindner, politico italiano († 1979)
- 28 giugno - Pilade Luchetti, allenatore di calcio e calciatore italiano († 1994)
- 28 giugno - Maurice Novarina, architetto francese († 2002)
- 28 giugno - Paul-Émile Victor, esploratore e etnologo francese († 1995)
- 29 giugno - Juraj Collinásy, pittore slovacco († 1963)
- 29 giugno - Joan Davis, attrice statunitense († 1961)
- 29 giugno - Jerry Hopper, regista statunitense († 1988)
- 29 giugno - Owen McCann, cardinale e arcivescovo cattolico sudafricano († 1994)
- 29 giugno - Junji Nishikawa, calciatore giapponese
- 30 giugno - Benedetto Benedetti, calciatore italiano († 1978)
- 30 giugno - Rinaldo Pretti, calciatore italiano († 1989)
- 30 giugno - Roman Šuchevyč, militare ucraino († 1950)